# 加藤タクヤは感動したい!
『加藤タクヤは感動したい!』（かとうたくやはかんどうしたい）は、2020年7月より、三重テレビ放送にて月1回放送されているバラエティ番組である。2016年8月4日～2020年6月11日に放送されていた「ダレヤネン!→勝手に応援バラエティ ダレヤネン!DX」が放送枠移動、タイトル変更の上スタートした。番組の放送回数はダレヤネン!時代からの通算で数えており、2024年11月8日の放送で、通算100回を迎えた。その第100回では特別な企画はなかったが、次回12月13日の放送で第101回として特集が行われている。

## 概要
「感動」をテーマに、名古屋を拠点に活動するアイドルグループ・BSJプロジェクトのメンバーを中心とした出演者が様々な難関にチャレンジするバラエティ番組。

## 出演者

### 加藤タクヤは感動したい!の出演者
- 加藤タクヤ☆※2020年7月10日～
- 小久保アリサ[1]（BSJプロジェクト）☆※2020年7月10日～
- ふわりかすみ（BSJプロジェクト）☆※2020年7月10日～
- 御影ロイ（BSJプロジェクト）※2023年2月10日、2023年5月12日～※2024年2月9日～2025年1月10日は休演
- 袋井あかね（BSJプロジェクト）※2025年2月14日、2025年4月11日～

#### 過去の出演者
- 高嶺みゆ（BSJプロジェクト）☆※2020年7月10日～2021年8月13日
- 白石うらん（ふぇありーているず!）※2020年7月10日～2023年3月10日

☆は「ダレヤネン」時代から出演している出演者。

### ダレヤネン!時代の出演者
- あべ静江[2][3]
- 須田亜香里
- 蜂蜜★皇帝
- 夢幻のシナリオ
- 月島花音（IDOL&LOID)
- 加藤秋香（Cent Heaven）
- 佐々木明音（P-Loco）
- 戸高凛音（てぃんく♪）

## オープニングテーマソング
- RUN-RUN-RUN（加藤タクヤ）

## 放送局
| 放送対象地域 | 放送局                | 系列   | 放送曜日・時間 | 放送時期       |
| ------------ | --------------------- | ------ | --- | -------------- |
| 三重県       | 三重テレビ放送（MTV） | 独立協 | 毎月第一木曜日 24:05 - 24:20（2016年8月～2018年9月） 毎月第二木曜日 23:50 - 24:20（2018年10月～2020年6月） 毎月第二金曜日 24:20 - 24:50（2020年7月～2023年3月） 毎月第二金曜日 23:50 - 24:20（2023年4月～2024年3月） 毎月第二金曜日 23:20 - 23:50（2024年4月～） | 2016年8月4日 - |

### 過去の放送局
| 放送対象地域 | 放送局          | 系列   | 放送曜日・時間               | 放送時期                       |
| ------------ | --------------- | ------ | ---------------------------- | ------------------------------ |
| 岐阜県       | 岐阜放送（GBS） | 独立協 | 毎月第三日曜日 22:00 - 22:30 | 2018年10月21日 - 2020年6月21日 |

## Youtubeチャンネル
2023年6月に番組と連動した「加藤タクヤは感動したい」Youtubeチャンネルを開設、放送された映像のほか、番組の尺の都合でオンエアされなかった映像等を見ることが出来る。

## 制作会社
- 株式会社BSJ